# Windows Media
Windows Media è un framework multimediale della Microsoft per Windows, che sostituì il precedente Microsoft NetShow nel 1999. Comprende tra l'altro il lettore multimediale Windows Media Center, i codec Windows Media Audio e Windows Media Video, gli applicativi Windows Media Center, Windows Media Encoder, Windows Media Services. Come Software development kit è stato superato da Media Foundation a partire da Windows Vista.